# Mediolana Peak

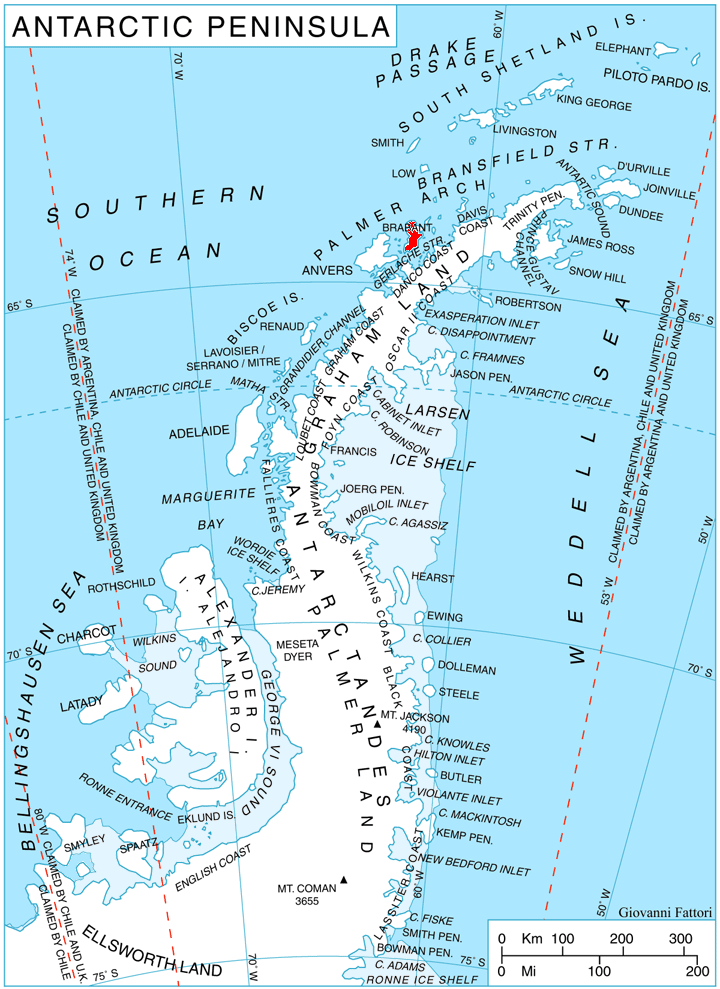
Localização da Ilha de Brabante na região da Península Antártica.

Pico Mediolana (em búlgaro:  връх Медиолана IPA:) é o pico de altitude coberto de gelo de 1.300 m na parte noroeste do cume de Basarbovo, nas montanhas Stribog, na ilha de Brabant, no arquipélago de Palmer, na Antártica . Possui encostas íngremes e parcialmente sem gelo, e supera a geleira Malpighi ao sudoeste e a geleira Svetovrachene ao nordeste.
O pico recebeu o nome da antiga fortaleza romana de Mediolana, no nordeste da Bulgária.

## Localização
Mediolana pico está localizado a 64° 15′ 44″ S, 62° 15′ 49″ O   , que fica a 6,8 km a leste de Mount Parry, 6,2 km a sudoeste de Opizo Peak, 6,22 km a oeste-sudoeste de Einthoven Hill e 3,23 km a noroeste de Podem Peak . Mapeamento britânico em 1980 e 2008.

## Mapas
- Banco de dados digital antártico (ADD). Escala 1: 250000 mapa topográfico da Antártica. Comitê Científico de Pesquisa Antártica (SCAR). Desde 1993, regularmente atualizado e atualizado.
- Território Antártico Britânico. Mapa topográfico da escala 1: 200000. Série DOS 610, folha W 64 62. Diretoria de Pesquisas no Exterior, Tolworth, Reino Unido, 1980.
- Ilha de Brabante para as ilhas argentinas. Escala 1: 250000 mapa topográfico. Pesquisa Antártica Britânica, 2008.

## Ligações externas

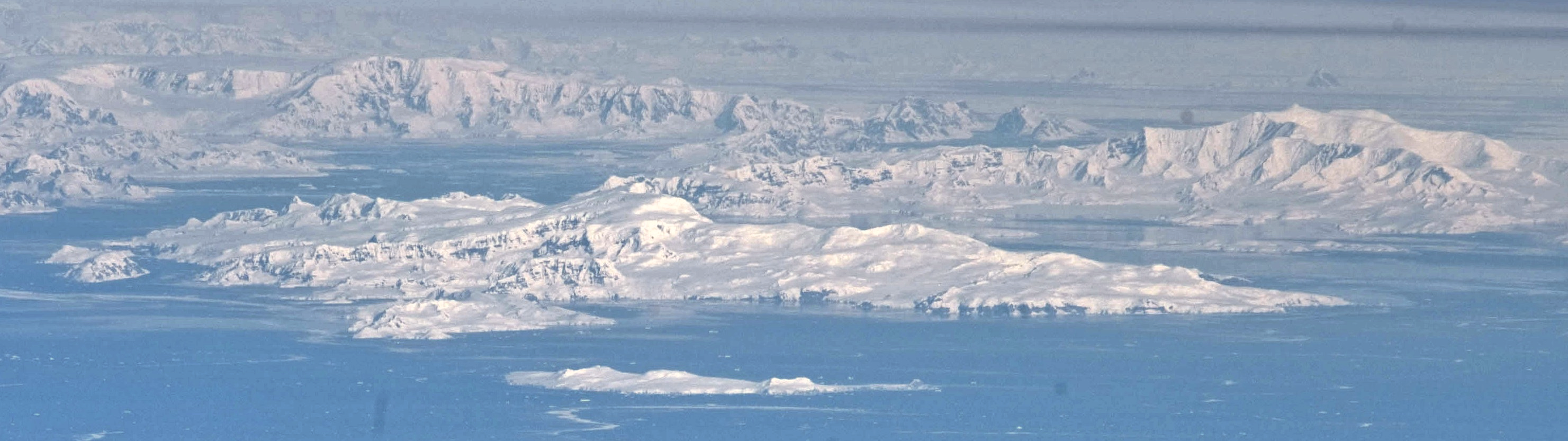
Ilha Brabante vista do nordeste, com a Ilha Anvers (à direita) e a Península Antártica ao fundo; As montanhas Stribog ocupam a maior parte do centro e do lado direito, perto de parte da ilha.